# La Adoración de los Reyes Magos (Rubens, Prado)
La Adoración de los Reyes Magos, perteneciente a la colección del Museo del Prado (Madrid, España), es un cuadro del pintor flamenco del barroco Peter Paul Rubens, considerado desde antiguo como una de sus obras maestras. Fue ejecutado en 1609, aunque posteriormente el propio Rubens lo repintó y amplió entre 1628 y 1629, durante su segundo viaje a España.

## Historia
A finales de 1608 Amberes se preparaba para recibir a los delegados que iban a negociar una tregua en las hostilidades entre España y las Provincias Unidas (Guerra de los Ochenta Años), conversaciones que se desarrollaron en el Ayuntamiento de la ciudad (Stadhuis) desde el 28 de marzo de 1609 y condujeron a la firma el 9 de abril del Tratado de Amberes, con el que se inició la Tregua de los Doce Años. El ambiente que se vivía era por ello de gran optimismo ante las expectativas de recuperar la prosperidad económica, ya que Amberes era un importante centro comercial, y la guerra y el bloqueo de los neerlandeses la habían abocado a la crisis. La corporación municipal decidió a principios de 1609 encargar un cuadro para decorar la sala en la que iban a tener lugar las negociaciones, la Cámara de los Estados (Statenkamer), y el elegido fue Rubens, que acababa de regresar de una estancia de ocho años en Italia pero que rápidamente se había convertido en el pintor más prestigioso de la ciudad. Los honorarios que percibió por él ascendieron a la considerable suma de 1.800 florines. El tema que se escogió era precisamente una alusión a los beneficios que la ciudad esperaba obtener con la firma del Tratado. Existe un boceto en el Groninger Museum de Groninga, Países Bajos, así como varios estudios preparatorios, entre ellos una Cabeza de Mago negro (Getty Center, Los Ángeles), un Retrato de hombre con barba (Galleria Nazionale d'Arte Antica di Palazzo Corsini alla Lungara, Roma) y otros dos del Museo Boymans Van Beuningen de Róterdam. También hay una copia de taller del cuadro definitivo en una colección particular londinense, que permite conocer el aspecto original de la obra antes de su ampliación.
En la primavera de 1612 Rodrigo Calderón, sobrino y hombre de confianza del duque de Lerma, llegó a los Países Bajos Españoles como embajador extraordinario del rey de España, presumiblemente con la misión de convertir la Tregua de los Doce Años en una paz permanente. En Amberes el Ayuntamiento le regaló esta obra, que él envió a España, a donde llegó a principios del año siguiente. En 1621 Calderón cayó en desgracia y fue ejecutado por degollación en la Plaza Mayor de Madrid. En 1623 el rey Felipe IV adquirió la pintura en la almoneda de sus bienes y la instaló en el Real Alcázar de Madrid.
En septiembre de 1628 Rubens viajó por segunda vez a España, donde permanecería hasta el 29 de abril del año siguiente, con el fin de informar al rey sobre la situación de las negociaciones de un tratado de paz con Inglaterra. Se le alojó en el Real Alcázar madrileño, y tuvo así oportunidad de reencontrarse con su obra. Francisco Pacheco relata en su libro El arte de la pintura que en el tiempo que permaneció en España «mudó algunas cosas en el cuadro de la Adoración de los Magos de su mano que está en palacio». Rubens rehízo la obra: la repintó por completo, modificando numerosos detalles y ajustándola al estilo que desarrollaba en aquella época, muy influido por Tiziano, y además amplió sus dimensiones en alrededor de un metro más, tanto en altura como en anchura, añadiéndole una tira en la parte superior y otra en la derecha, donde se autorretrató a lomos de un caballo. La versión inicial de la obra medía alrededor de 259 cm de alto por 381 de ancho, pudiéndose apreciar fácilmente las costuras que unen los trozos de tela añadidos.
Fue una obra muy apreciada dentro de la Colección Real. Así, cuando la reina Mariana de Neoburgo intentó enviarla a Alemania como regalo para su padre, Felipe Guillermo de Neoburgo, elector del Palatinado, el rey Carlos II lo vetó.
El cuadro permanecía en el Real Alcázar de Madrid cuando se produjo el incendio de 1734. Pudo ser salvado, pero hubo que cortarlo de su marco con un cuchillo, enrollarlo y luego lanzarlo por una ventana (los cortes en la tela son todavía visibles). Además, aunque no se llegó a quemar, sí que estuvo expuesto al calor, lo que causó la aparición de pequeñas ampollas en la superficie pictórica.
Fue instalado posteriormente en el Palacio Real de Madrid y de él pasó luego al Museo del Prado, en cuyos inventarios aparece por primera vez en 1834.
Esta pintura fue reproducida en el tomo II de la Colección lithográphica de cuadros del rey de España el señor don Fernando VII, editado por el Real Establecimiento Litográfico de Madrid entre 1829 y 1832. En el Gabinete de Dibujos, Estampas y Fotografías del Museo del Prado se conservan cuatro ejemplares de esta litografía, ejecutada por Florentino Decraene. En el último tercio del siglo XIX fue grabada al aguafuerte por Louis Lenain; se trata de una estampa inusualmente grande para la época, pues solo la imagen mide 53 × 76 cm. El Gabinete de Dibujos, Estampas y Fotografías del Prado posee un ejemplar de este grabado, donado en 2017 por Pedro Alberdi.
En 2004, el cuadro fue sometido a una restauración completa, que le devolvió buena parte de su belleza.

## Descripción
La pintura, la mayor de Rubens que posee el Prado y una de las de mayores dimensiones de toda la colección del Museo, se caracteriza por su colorido —en el que destacan los amarillos, rojos y violetas—, movimiento y fastuosidad. A pesar de ser una de las más aparatosas y desbordadas de su autor, está nítidamente organizada, con un eje diagonal que parte simbólicamente del Niño Jesús y llega hasta el ángulo opuesto, en el extremo superior derecho. También con un claro simbolismo el pintor sitúa en la figura del Niño el foco de luz que ilumina toda la escena. 
En la franja añadida a la derecha Rubens incluyó su autorretrato. Se representó montado a caballo, con espada y cadena de oro, reflejando con ello la condición nobiliaria que le había concedido en 1624 Felipe IV. Fue además la única vez que incluyó un autorretrato suyo inequívoco en una pintura narrativa.

## Otras versiones
Rubens realizó varias versiones de este tema. Una, datada entre 1616 y 1617, se conserva en el Museo de Bellas Artes de Lyon, otra, de 1624, está en el Museo Real de Bellas Artes de Amberes, mientras que otra es propiedad del Museo del Louvre de París.